# Caryomyia striolacrustum
Caryomyia striolacrustum är en tvåvingeart som beskrevs av Gagne 2008. Caryomyia striolacrustum ingår i släktet Caryomyia och familjen gallmyggor. Inga underarter finns listade i Catalogue of Life.